# Communauté de l'agglomération d'Annecy
La communauté de l'agglomération d'Annecy (ou C2A) est une ancienne structure intercommunale française qui associait les communes de l'agglomération d'Annecy, dans le département de la Haute-Savoie, en région Auvergne-Rhône-Alpes. Le 1er janvier 2017, elle est intégrée dans la communauté d'agglomération du Grand Annecy.
La communauté gérait, pour ses 12 communes membres et leurs 145 579 habitants, des projets concernant l'aménagement du territoire et l'habitat, la culture et le patrimoine, le développement économique et le tourisme, la gestion des déchets, les services aux personnes âgées, la gestion de l'eau (distribution et assainissement), les sports, les transports et les déplacements urbains, l'environnement.

## Géographie
La C2A se situait dans l'ouest du département de la Haute-Savoie, au nord-est du lac d'Annecy. Son altitude variait entre 373 mètres à Chavanod et 1 533 mètres sur la commune de Quintal.

## Histoire de l'agglomération
Le 5 juillet 1991, le district de l'agglomération annécienne est créé sous l'impulsion de Bernard Bosson, maire d'Annecy. Composé de dix communes, il a pour compétences le développement économique, l'urbanisme, l'aménagement du territoire et les déplacements urbains.
Le 1er janvier 2001, il est transformé en communauté d'agglomération, la communauté de l'agglomération annécienne, qui est dotée de nouvelles compétences : habitat, eau, équipements sportifs et services aux personnes âgées.
Le 1er janvier 2002, l'agglo passe de dix à treize communes avec l'intégration de Chavanod, Quintal et Montagny-les-Lanches et se dote de nouvelles compétences comme la gestion des déchets, le tourisme et les équipements culturels.
L'année 2014 voit l'agglomération se doter d'une nouvelle gouvernance et pour la première fois les élus communautaires sont élus au suffrage universel direct.
Les communes de l'agglomération d'Annecy sont l'objet d'un projet de fusion en une seule commune au 1er janvier 2016, finalement abandonné et remplacé par un projet regroupant les six communes d'Annecy, Annecy-le-Vieux, Cran-Gevrier, Meythet, Pringy et Seynod, qui entre en vigueur le 1er janvier 2017,. De leur côté, les communes d'Épagny et Metz-Tessy fusionne le 1er janvier 2016, ce qui réduit le nombre de communes membres à 12.
Le 1er janvier 2017, l'agglomération fusionne avec les communautés de communes du pays d'Alby-sur-Chéran, du pays de la Fillière, de la rive gauche du lac d'Annecy et de la Tournette pour former une nouvelle structure appelée Grand Annecy,  Toutefois, le Conseil constitutionnel annule le 22 octobre 2016 le rattachement de Talloires-Montmin à cette nouvelle intercommunalité.

## Composition
La communauté d'agglomération comprenait les communes suivantes :
| Nom                  | Code Insee | Gentilé      | Superficie (km2) | Population (dernière pop. légale) | Densité (hab./km2) |
| -------------------- | ---------- | ------------ | ---------------- | --------------------------------- | ------------------ |
| Annecy (siège)       | 74010      | Annéciens    | 66,93            | 52 029 (2013)                     | 777                |
| Annecy-le-Vieux      | 74011      | Anciléviens  | 17,01            | 20 469 (2014)                     | 1 203              |
| Argonay              | 74019      | Argonautes   | 5,16             | 2 639 (2014)                      | 511                |
| Chavanod             | 74067      | Chavanodins  | 13,36            | 2 501 (2014)                      | 187                |
| Cran-Gevrier         | 74093      | Gévriens     | 4,80             | 17 257 (2014)                     | 3 595              |
| Epagny Metz-Tessy    | 74112      | Épatesserans | 12,06            | 7 363 (2014)                      | 611                |
| Meythet              | 74182      | Meythésans   | 3,24             | 8 325 (2014)                      | 2 569              |
| Montagny-les-Lanches | 74186      | Montagnolans | 4,38             | 697 (2014)                        | 159                |
| Poisy                | 74213      | Poisilliens  | 11,33            | 7 368 (2014)                      | 650                |
| Pringy               | 74217      | Priniaciens  | 9,06             | 4 085 (2014)                      | 451                |
| Quintal              | 74219      | Quintalis    | 9,13             | 1 210 (2014)                      | 133                |
| Seynod               | 74268      | Seynodiens   | 19,17            | 20 955 (2014)                     | 1 093              |

## Démographie

### Population
| 1968   | 1975    | 1982    | 1990    | 1999    | 2007    | 2012    |
| ------ | ------- | ------- | ------- | ------- | ------- | ------- |
| 82 862 | 103 236 | 109 397 | 119 372 | 128 087 | 135 423 | 140 255 |

### Pyramide des âges
| Hommes | Classe d’âge | Femmes |
| ------ | ------------ | ------ |
| 0,5    | 90 ans ou +  | 1,2    |
| 6,5    | 75 à 89 ans  | 9,9    |
| 13,3   | 60 à 74 ans  | 15,2   |
| 18,7   | 45 à 59 ans  | 20,1   |
| 21,1   | 30 à 44 ans  | 19,6   |
| 22,6   | 15 à 29 ans  | 18,4   |
| 17,3   | 0 à 14 ans   | 15,6   |

| Hommes | Classe d’âge | Femmes |
| ------ | ------------ | ------ |
| 0,3    | 90 ans ou +  | 0,9    |
| 5,5    | 75 à 89 ans  | 7,7    |
| 12,6   | 60 à 74 ans  | 13,3   |
| 20,3   | 45 à 59 ans  | 20,4   |
| 22,8   | 30 à 44 ans  | 22,2   |
| 18,7   | 15 à 29 ans  | 16,8   |
| 20,2   | 0 à 14 ans   | 18,7   |

## Politique et administration

### Statut
L’intercommunalité était enregistrée au répertoire des entreprises sous le code SIREN 247 400 427. Son activité était enregistrée sous le code APE 8411Z.

### Tendances politiques
| Commune              | Maire                 | Nuance politique | Nuance politique |
| -------------------- | --------------------- | ---------------- | ---------------- |
| Annecy               | Jean-Luc Rigaut       |                  | UDI              |
| Annecy-le-Vieux      | Bernard Accoyer       |                  | LR               |
| Argonay              | Gilles François       |                  | DVD              |
| Chavanod             | René Désille          |                  | DVD              |
| Cran-Gevrier         | Nora Segaud-Labidi    |                  | PS               |
| Epagny Metz-Tessy    | Roland Daviet         |                  | DVD              |
| Meythet              | Christiane Laydevant  |                  | DVG              |
| Montagny-les-Lanches | Monique Pimonow       |                  | SE               |
| Poisy                | Pierre Bruyère        |                  | DVD              |
| Pringy               | Jean-François Piccone |                  | DVD              |
| Quintal              | Patrick Bosson        |                  | LR               |
| Seynod               | Françoise Camusso     |                  | LR               |

### Liste des présidents
| Période       | Période         | Identité        | Étiquette | Qualité                                            |
| ------------- | --------------- | --------------- | --------- | -------------------------------------------------- |
| 1991          | 2008            | Bernard Bosson  | UDF       | Député-Maire d'Annecy (1983-2007), ancien ministre |
| 17 avril 2008 | 31 janvier 2016 | Jean-Luc Rigaut | UDI       | Maire d'Annecy depuis 2007                         |

### Conseil communautaire
À la suite de la réforme des collectivités territoriales de 2013, les conseillers communautaires dans les communes de plus de 1 000 habitants sont élus au suffrage universel direct en même temps que les conseillers municipaux. Dans les communes de moins de 1 000 habitants, les conseillers communautaires sont désignés parmi le conseil municipal élu dans l'ordre du tableau des conseillers municipaux en commençant par le maire puis les adjoints et enfin les conseillers municipaux. Les règles de composition des conseils communautaires ayant changé, celui-ci compte à partir d'avril 2014 cinquante-six conseillers communautaires qui sont répartis selon la démographie : 
| Nombre de délégués | Communes                        |
| ------------------ | ------------------------------- |
| 18                 | Annecy                          |
| 7                  | Annecy-le-Vieux et Seynod       |
| 6                  | Cran-Gevrier                    |
| 4                  | Epagny Metz-Tessy               |
| 3                  | Meythet et Poisy                |
| 2                  | Argonay, Chavanod et Pringy     |
| 1                  | Montagny-les-Lanches et Quintal |

### Bureau
Le conseil communautaire élisait un président et 13 vice-présidents. Ces derniers, avec d'autres membres du conseil communautaire, constituaient le bureau.
| Nom                   | Fonction            | Qualité                               |
| --------------------- | ------------------- | ------------------------------------- |
| Jean-Luc Rigaut       | Président           | Maire d'Annecy                        |
| Bernard Accoyer       | 1er Vice-président  | Maire d'Annecy-le-Vieux               |
| Patrick Bosson        | 2e Vice-président   | Maire de Quintal                      |
| Pierre Bruyère        | 3e Vice-président   | Maire de Poisy                        |
| Françoise Camusso     | 4e Vice-présidente  | Maire de Seynod                       |
| Roland Daviet         | 5e Vice-président   | Maire d'Epagny Metz-Tessy             |
| René Désille          | 6e Vice-président   | Maire de Chavanod                     |
| Gilles François       | 7e Vice-président   | Maire d'Argonay                       |
| Ségolène Guichard     | 8e Vice-présidente  | Adjointe au maire d'Epagny Metz-Tessy |
| Christiane Laydevant  | 9e Vice-présidente  | Maire de Meythet                      |
| Jean-François Piccone | 10e Vice-président  | Maire de Pringy                       |
| Monique Pimonow       | 11e Vice-présidente | Maire de Montagny-les-Lanches         |
| Dominique Puthod      | 12e Vice-président  | Adjoint au maire d'Annecy             |
| Nora Segaud-Labidi    | 13e Vice-présidente | Maire de Cran-Gevrier                 |

## Compétences
Le district avait déjà des compétences dans la gestion commune de l'agglomération, la transformation en C2A en a modifié la structure : l'agglomération a repris le développement économique, l'aménagement de l'espace communautaire (transports urbains, environnement, gestion des équipements d'intérêt commun, voirie), la politique de la ville et le logement social. Mais elle a aussi entraîné un renforcement et un accroissement de ces compétences en intégrant dans son champ d'action : la culture, l'environnement, les services aux personnes âgées, le sport, le développement des technologies de l'information et de la communication, le développement universitaire, mais aussi l'eau (voir Syndicat mixte du lac d'Annecy), les ordures ménagères et la constitution de réserves foncières.
Ces services, autrefois de la compétence des communes sont donc passés dans les mains de l'agglomération, en ouvrant dans certains cas d'importantes luttes d'intérêts politiques et d'influences, notamment pour l'eau, les ordures ménagères, les services aux personnes âgées et le logement social.

## Équipements

### Salles de spectacles de l'agglomération
- Annecy : Le Brise Glace, Bonlieu Scène Nationale, Conservatoire à Rayonnement Régional, Musée-Château et Palais de l'Île
- Cran-Gevrier : Théâtre Renoir, La Turbine Sciences
- Meythet : Théâtre Le Rabelais
- Seynod : Auditorium

### Aéroport d'Annecy-Meythet
Officiellement appelé « Aéroport d'Annecy Haute-Savoie Mont-Blanc », il est géré depuis janvier 2007 par le conseil départemental de la Haute-Savoie. La C2A participe au financement de la structure à hauteur de 120 000 € en 2006.
Annecy étant à plus de trois heures de train de Paris, cet aéroport est viable dans les conditions actuelles, au moins pour les cinq prochaines années. Plus de la moitié des passagers sont des cadres d'entreprises. En 2006, 63 343 passagers ont utilisé les services de cet aéroport, dont la principale ligne est une desserte depuis et vers l'aéroport d'Orly.
L'aéroport d'Annecy-Meythet dans les conditions techniques actuelles ne peut accueillir les biréacteurs supérieurs à 100 passagers et aucun allongement de la piste n'est réalisable.
L'aéroport est en concurrence avec d'autres modes de transports qui ont subi des extensions ces dernières années :
- le prolongement de l'autoroute A41 en 2008 a réduit le temps d'accès à l'aéroport de Genève-Cointrin (50 km) ;
- la réouverture de la ligne du Haut-Bugey en 2010 a réduit de 30 minutes le temps de parcours entre la gare TGV de Bellegarde-sur-Valserine et Paris.

Dans l'avenir, la nouvelle ligne Lyon-Turin (en projet avancé), accessible à la gare de Chambéry (50 km) réduira le temps de parcours vers Lyon et Paris.

### Centre hospitalier de la région d'Annecy
Le nouvel hôpital de l'agglomération, a été ouvert au printemps 2008 et est intégré en janvier 2014 au sein d'une structure commune avec celui de Saint-Julien-en-Genevois. Il est implanté au nord d'Annecy sur le territoire de la commune d'Epagny Metz-Tessy. Conçu dans l'esprit d'une cité jardin hospitalière, il comporte 372 chambres individuelles et 143 chambres à deux lits. À l'intérieur, une rue centrale de 240 mètres par 130 mètres, comportant quatre autres rues superposées, constitue la desserte principale à partir du hall général d'accueil. Elle est ouverte à l'ouest sur un jardin et alterne patios et carrefours de liaison verticaux (ascenseurs et escaliers ouverts).
1 251 places de stationnement sont disponibles dont un parking de 374 payantes.

## Événements
Divers événements ont lieu dans l'agglomération. Parmi lesquels on peut citer les plus notables :
- Festival international du film d'animation ;
- Festival du film italien ;

## Identité visuelle
| Logotype de la C2A. | La Communauté de l'agglomération d'Annecy s’est dotée d’un logotype. |